# NGC 1629
NGC 1629 је расејано звездано јато у сазвежђу Хидрус које се налази на NGC листи објеката дубоког неба.
Деклинација објекта је - 71° 50' 18" а ректасцензија 4h 29m 37,0s. Привидна величина (магнитуда) објекта NGC 1629 износи 12,7 а фотографска магнитуда 13,3. NGC 1629 је још познат и под ознакама ESO 55-SC24.